# Graphomat Z64

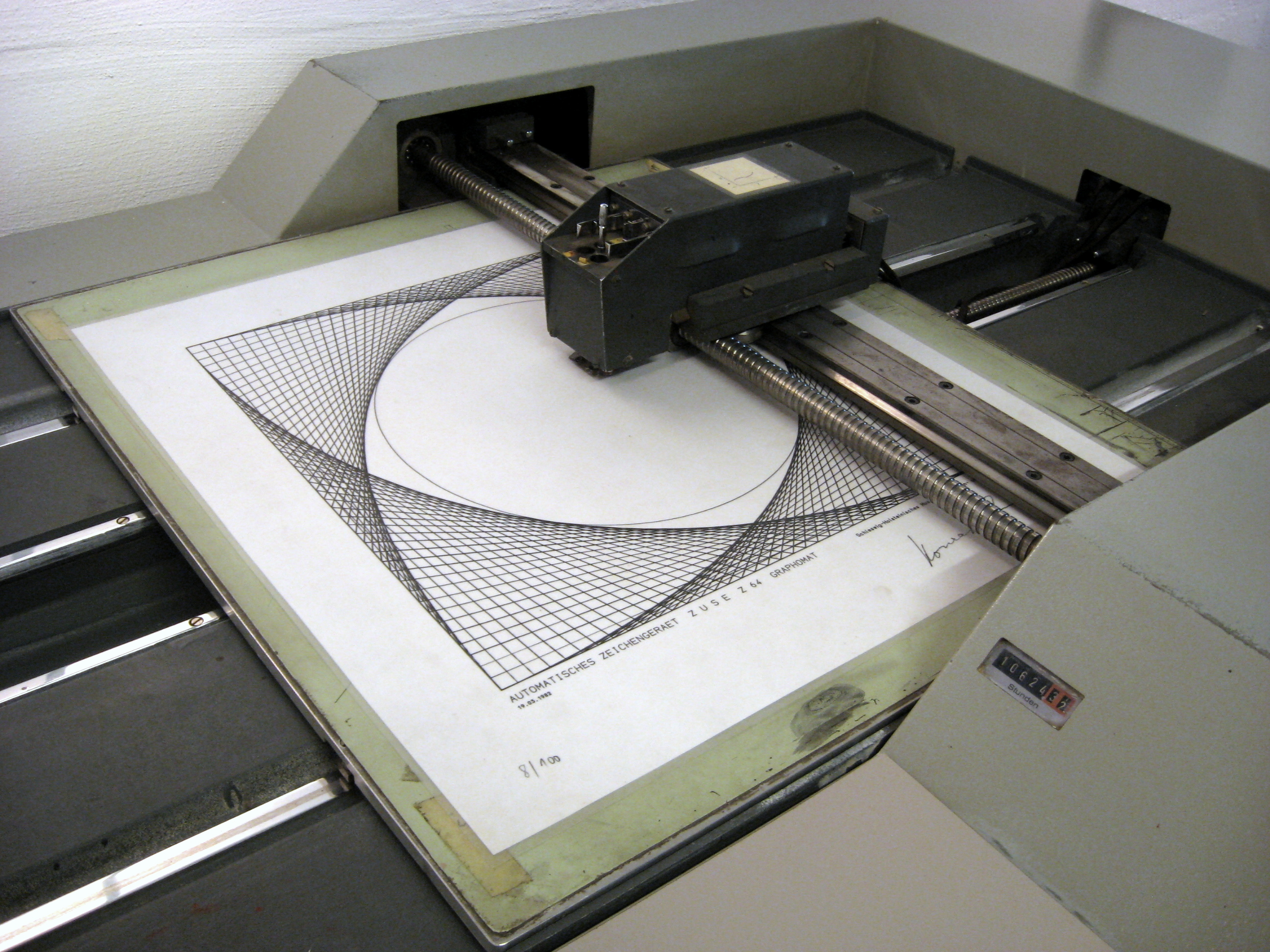
Graphomat Z64 mit Zeichnung auf dem Zeichentisch

Der Graphomat Z64 war eine maßgeblich von Konrad Zuse entwickelte automatische Zeichenmaschine der Zuse KG. Produziert wurde sie 1961–1964. Mit ihr war es möglich, zuvor von einem Rechner berechnete Zeichnungen großformatig und genau umzusetzen. Sie galt zu ihrer Zeit als die genaueste Maschine dieser Art. Es wurden 98 Geräte verkauft.

## Entwicklung
Ein Vorläufer des Graphomat war die Z60, mit deren Entwicklung 1956 begonnen wurde. Die Z60 war eine Maschine, die mittels einer Nadel an zuvor berechneten Koordinaten Punkte in ein Zeichenpapier stechen konnte. Hiermit wurde die weiterhin händische Zeichenarbeit erleichtert. Sie blieb ein Einzelstück und wurde ausschließlich bei der Flurbereinigungsbehörde Wiesbaden eingesetzt.
Der Graphomat gilt als die letzte Erfindung von Konrad Zuse, an der er maßgeblich mitgearbeitet hat. Die zuvor entwickelten Rechner ab der Zuse Z22 waren vorrangig in Teamarbeit innerhalb der Zuse KG entstanden. Der Öffentlichkeit vorgestellt wurde der Graphomat auf der Hannover Messe 1961.
Ein Nachfolgeprodukt waren die ohne Beteiligung von Zuse entwickelten Zeichenmaschinen Z90/Z92 der Zuse KG, die ab 1970 ebenfalls unter dem Namen Graphomat vertrieben wurden.

## Funktionsweise

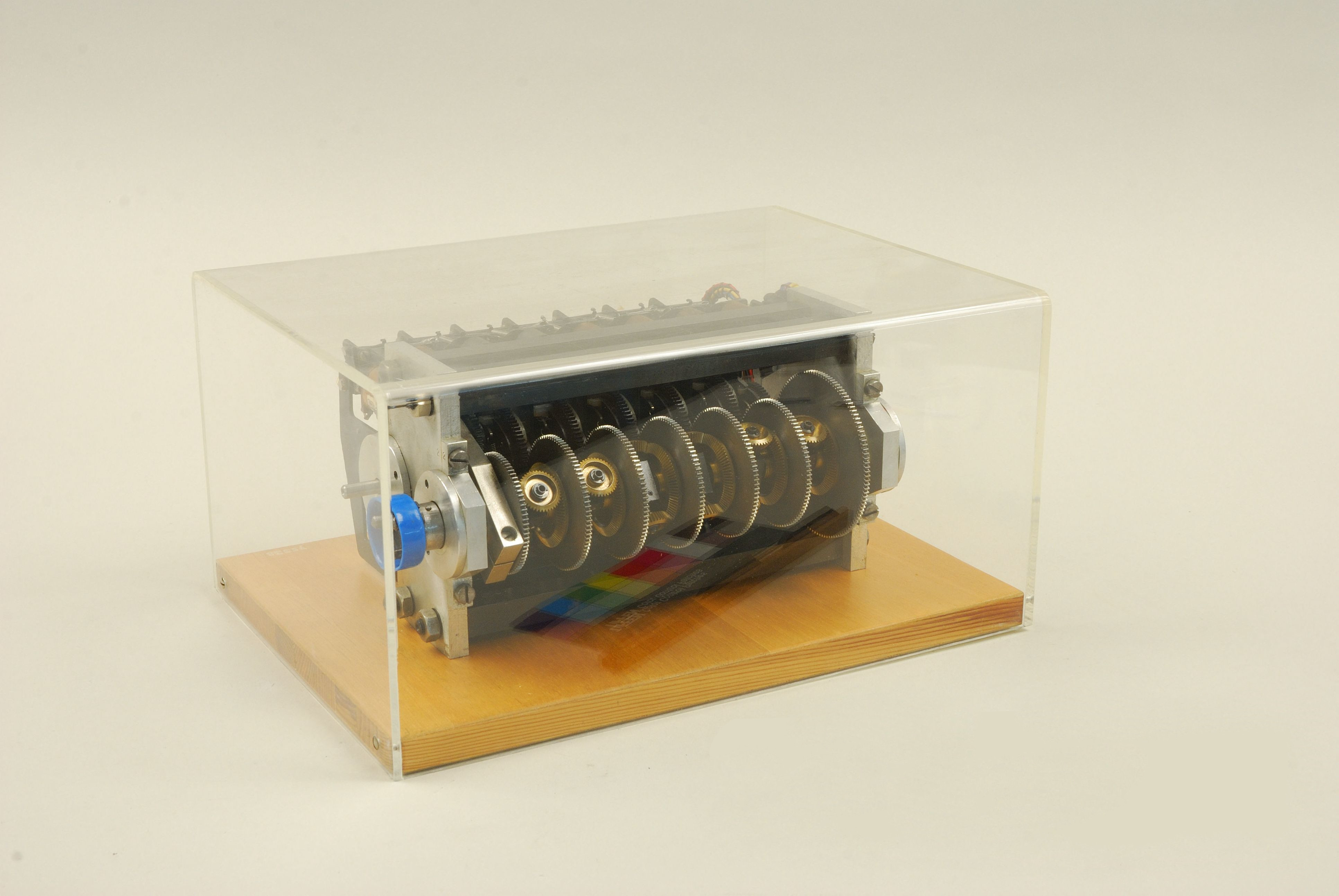
Entwicklungsmodell eines Binärstufengetriebes

Zunächst wurde die Zeichnung von einem Rechner berechnet und die Zeichendaten auf Lochstreifen oder -karten übertragen. Programme für die Berechnung der für die Zeichnungen notwendigen Steuerungsdaten wurden für die Zuse Z22, Z23, Z25 und Z31 bereitgestellt. Eine Nutzung mit anderen Systemen wie der TR 4 war ebenfalls möglich, die Software für diese Systeme musste jedoch selbst entwickelt werden. Der so vorbereitete Datenträger wurde eingelesen und in Bewegungsanweisungen übersetzt. Mit der Z25 war es auch möglich, „on-line“ direkt Daten an den Graphomat zu übertragen. Der Graphomat arbeitete mit Transistoren.
Ursprünglich waren der Zeichenkopf und die als Zeichentisch bezeichnete Zeichenunterlage beweglich. Der Zeichenkopf konnte quer und der Zeichentisch längs bewegt werden. Spätere Ausführungen bewegten den Zeichenkopf nicht und erzielten die Längsbewegung durch ein Verschieben des Zeichenarms. Durch Geschwindigkeitsveränderungen bei gleichzeitiger Bewegung in beiden Richtungen konnten auch Kurven umgesetzt werden. Hierzu wurde das von Konrad Zuse entwickelte und patentierte Binärstufengetriebe oder auch Dualstufengetriebe verwendet, welches verschiedene Geschwindigkeiten als Kombination einzelner Teilgeschwindigkeiten erzielt.
In den Zeichenkopf wurden Tuschestifte eingehängt. Hierdurch waren verschiedene Farben und Strichstärken möglich. Es war auch möglich, stattdessen Nadeln für Punktstiche oder Gravuren zu verwenden. Die Maschine konnte automatisch zwischen verschiedenen Stiften wechseln. Bis zu vier Farben beziehungsweise Strichstärken waren dadurch gleichzeitig möglich.

## Modelle

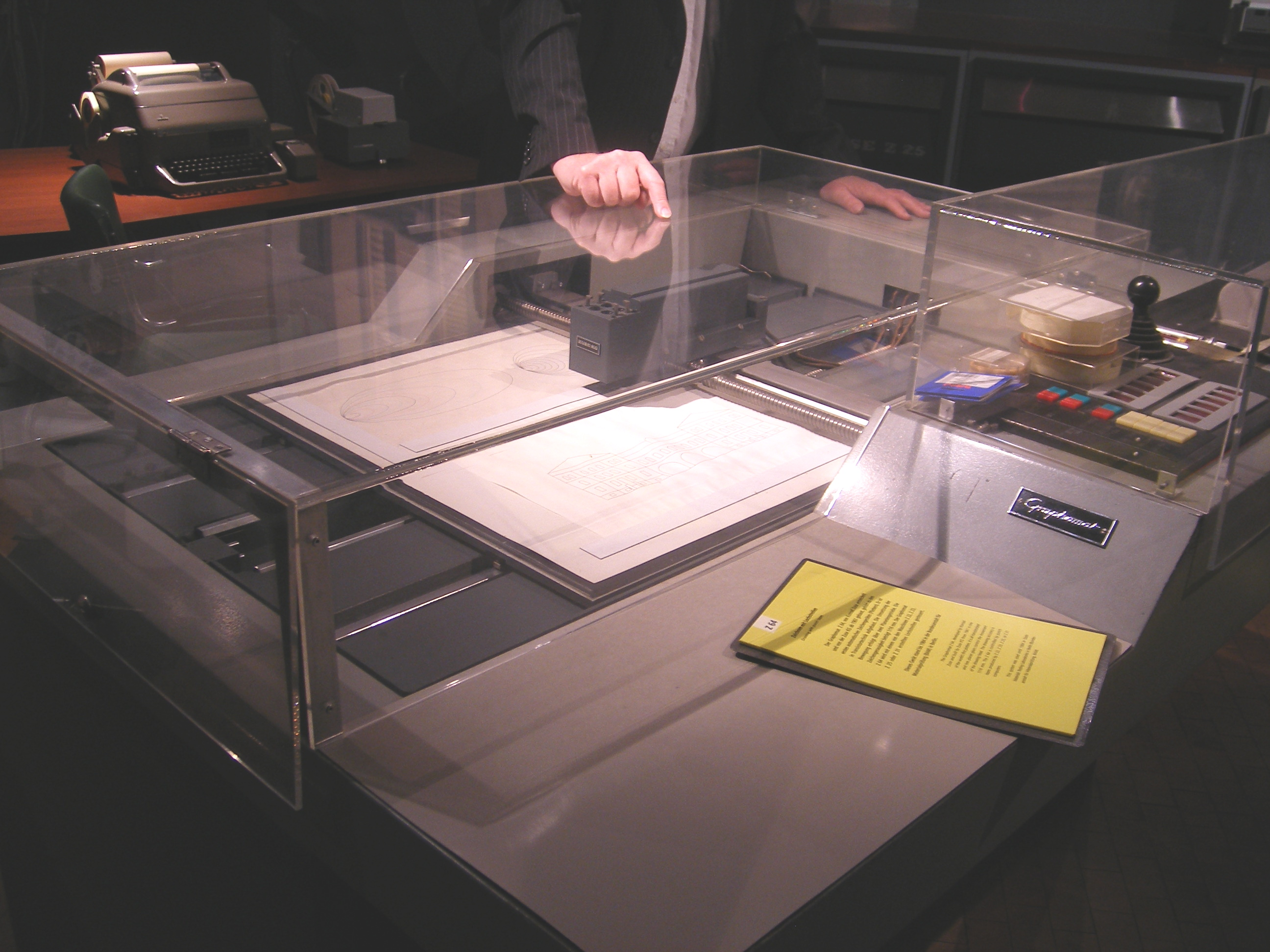
Modell G1

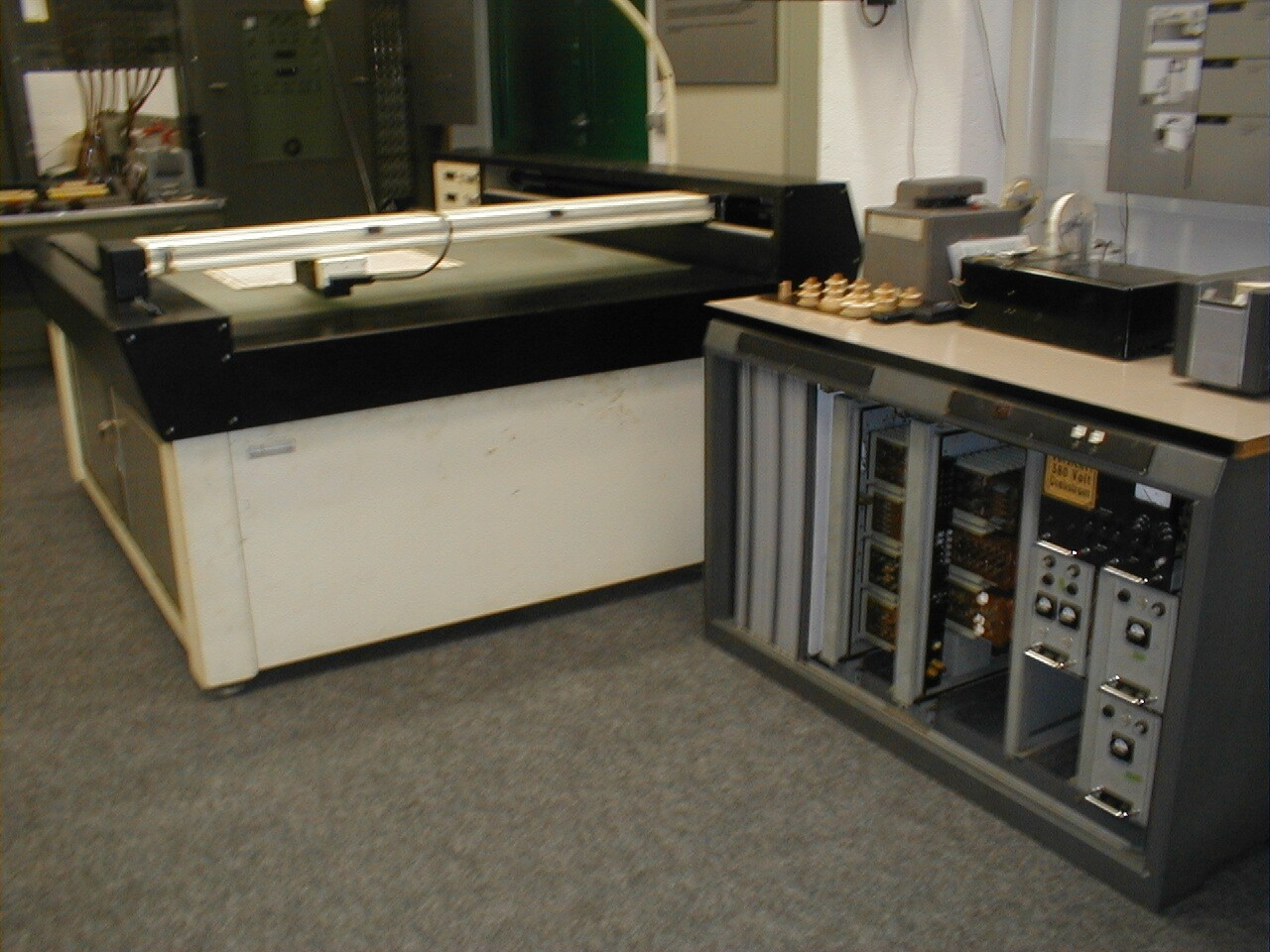
Modell G4 neben Steuerschrank mit Lochstreifenleser

Der Graphomat wurde in fünf Modellen produziert, deren Hauptunterschied die Größe des Zeichentischs und später die Zeichengeschwindigkeit war. Gegen Ende wurden nur noch die Modelle G1, G4 und G4 S angeboten.
| Modell                          | G1                       | G2                       | G3                       | G4                       | G4 S                     |
| ------------------------------- | ------------------------ | ------------------------ | ------------------------ | ------------------------ | ------------------------ |
| Zeichenfläche                   | 0,55 × 0,6 m             | 1,0 × 1,0 m              | 1,1 × 1,4 m              | 1,2 × 1,4 m              | 1,2 × 1,4 m              |
| maximale Zeichengeschwindigkeit | 13 mm/s                  | 13 mm/s                  | 13 mm/s                  | 13 mm/s                  | 43 mm/s                  |
| maximale Zeichenungenauigkeit   | ± 0,15 mm                | ± 0,15 mm                | ± 0,15 mm                | ± 0,15 mm                | ± 0,25 mm                |
| Mögliche Schrittweiten          | 0,06 mm / 0,12 mm        | 0,06 mm / 0,12 mm        | 0,06 mm / 0,12 mm        | 0,06 mm / 0,12 mm        | 0,1 mm / 0,14 mm         |
| Bewegung in Längsrichtung       | Beweglicher Zeichentisch | Bewegung des Zeichenarms | Bewegung des Zeichenarms | Bewegung des Zeichenarms | Bewegung des Zeichenarms |

## Zubehör
Der Graphomat konnte wahlweise mit Lochstreifen- oder Lochkartenlesern verwendet werden. Die Lochstreifenleser stammten zunächst vom britischen Elektronikhersteller Ferranti.
Mit einem Planimeter Z80 sollten Distanzen und Flächen automatisch vermessen und auf einen Lochstreifen gespeichert werden, damit diese in der Folge direkt für den Graphomat genutzt werden konnten. Ein ähnliches Ziel verfolgte das Filmumsetzgerät Z84, mit dem in Theodoliten eingesetzte Filme automatisch eingelesen werden konnten.

## Verwendung
Ausgelegt war der Graphomat für die Verwendung in Geodäsie, Hoch-, Tiefbau, Statik, Straßenbau, Wissenschaft, Forschung und Industrie, insbesondere der Textilindustrie.
Georg Nees verwendete einen Graphomat an seiner Arbeitsstelle Siemens Erlangen, um die Zeichnungen anzufertigen, die im Jahr 1965 bei der weltweit ersten Ausstellung mit computergenerierter Kunst im Institut für Philosophie der TH Stuttgart gezeigt wurden. Hierzu entwickelte er eine Reihe von Programmbibliotheken in Algol 60, um die Zeichenmaschine einfacher benutzen zu können.
Neben Nees verwendete mit Frieder Nake ein weiterer Pionier der Computerkunst einen Graphomat für seine ersten Werke. Seine Aufgabe an der TH Stuttgart war es, ein Übersetzungsprogramm zum Erstellen eines den Graphomaten steuernden Lochstreifens für den ER 56 zu schreiben. Hierbei fertigte er seine ersten Werke an.